# Pfarrkirche Spielfeld

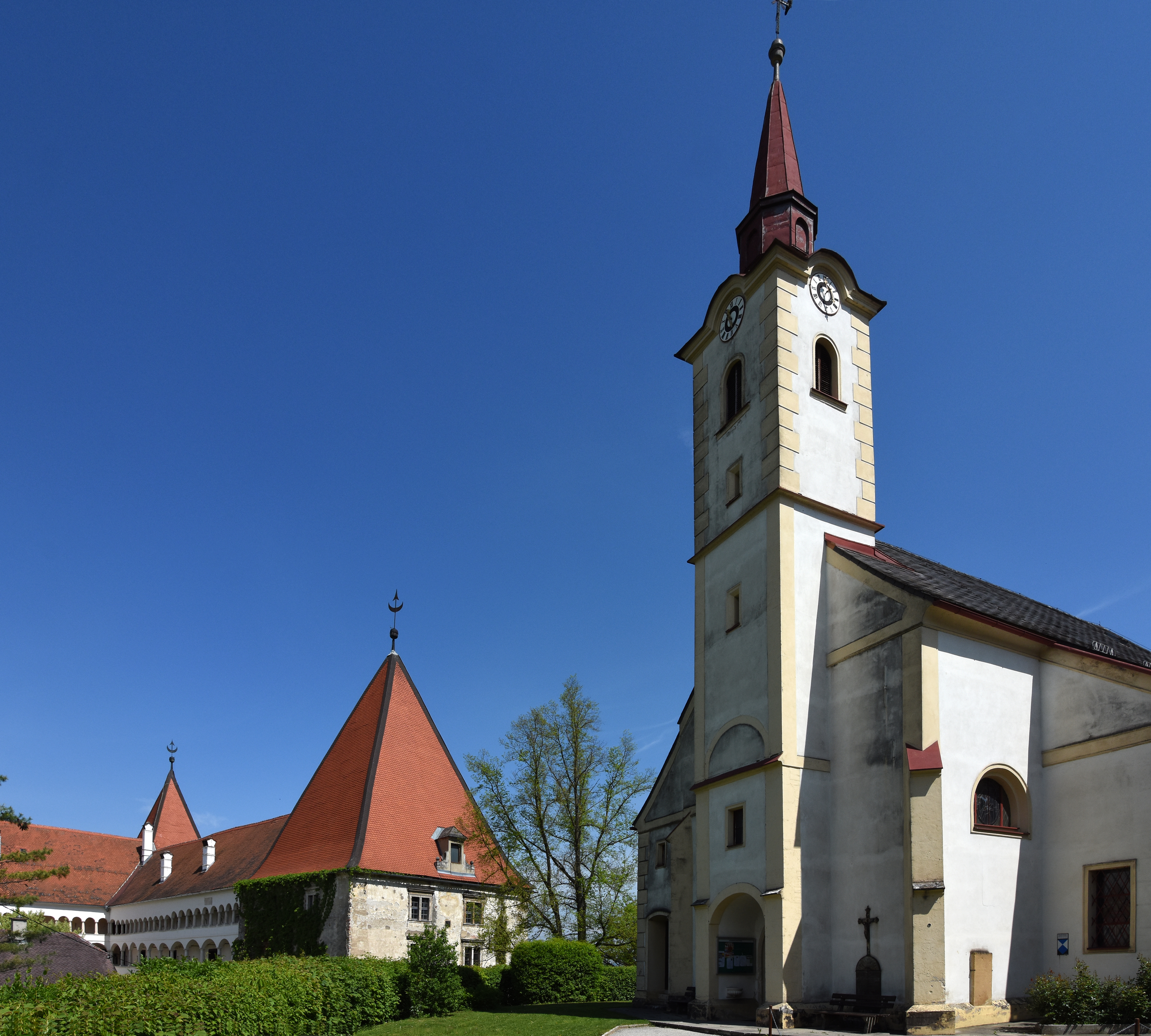
Katholische Pfarrkirche hl. Michael in Spielfeld

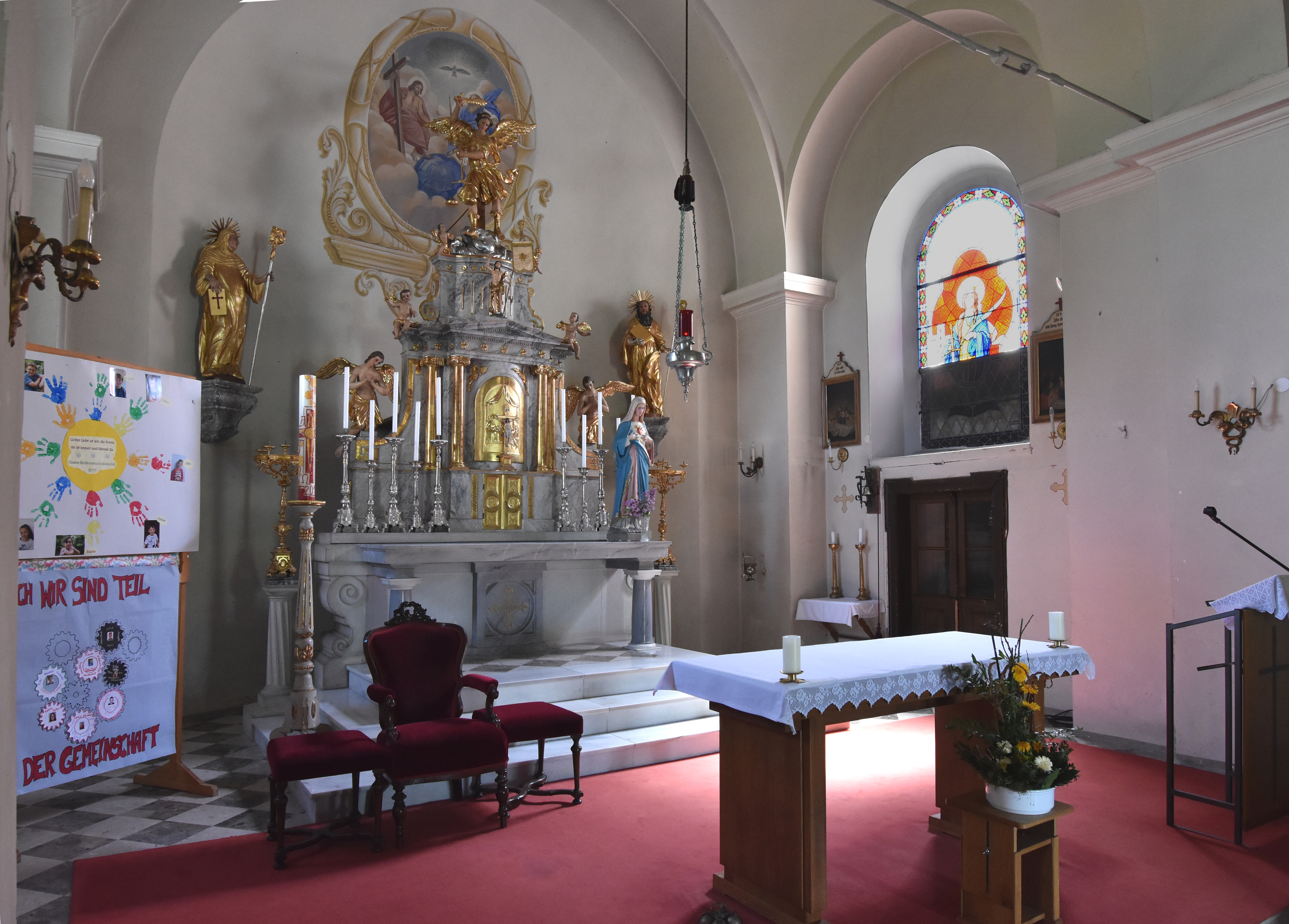
Langhaus, Blick in den Chor

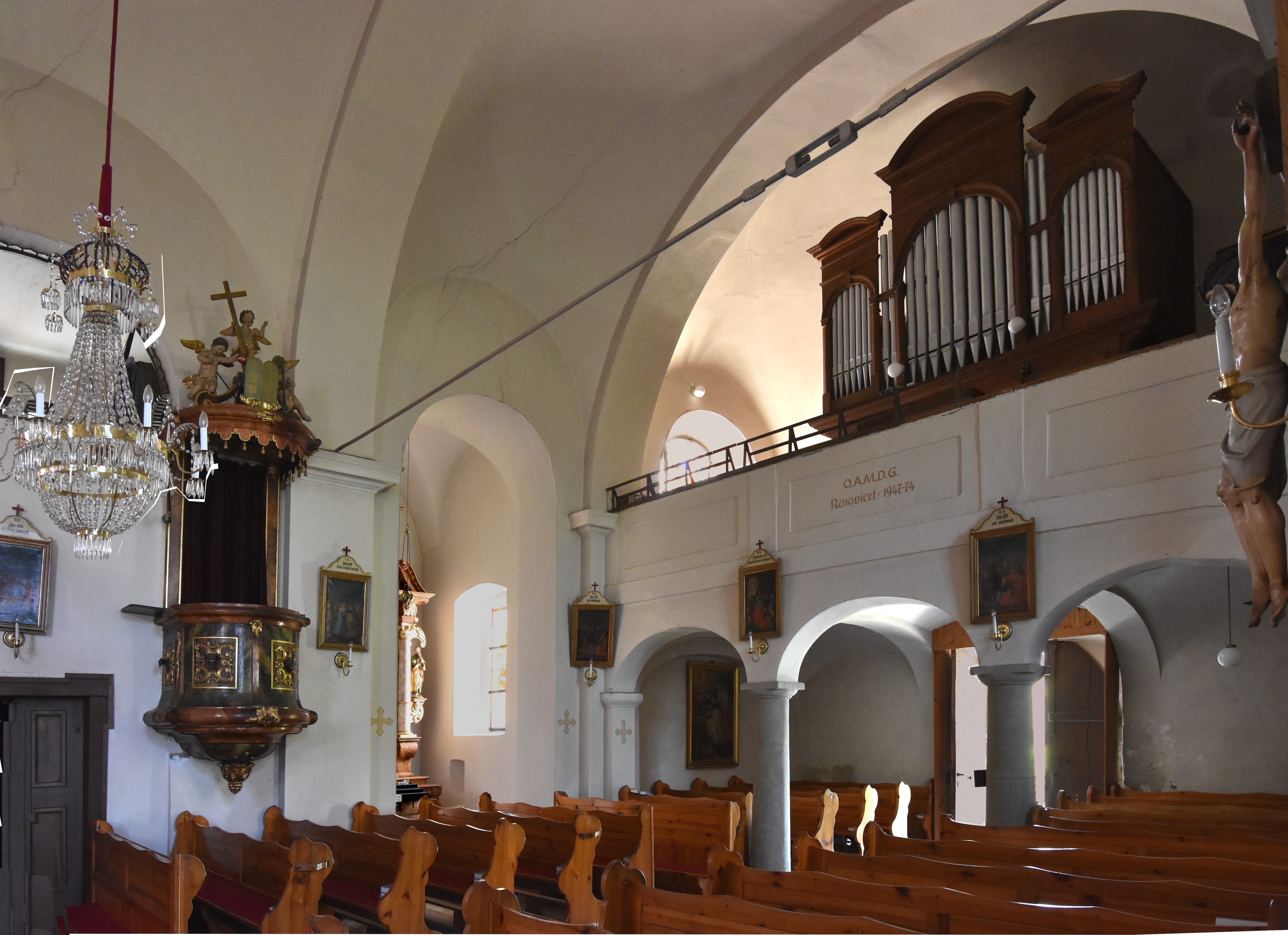
Langhaus, Blick zur Orgelempore

Die römisch-katholische Pfarrkirche Spielfeld steht südlich vom Schloss in einer Hanglage der Ortschaft Spielfeld der Gemeinde Straß in Steiermark im Bezirk Leibnitz und gehört zur Region Südweststeiermark (Dekanat Leibnitz) in der Diözese Graz-Seckau. Ihr Schutzheiliger ist der Erzengel Michael. Sie steht unter Denkmalschutz (Listeneintrag).

## Geschichte
Urkundlich wurde 1170 eine Kirche genannt. Sie war eine Filiale der Pfarrkirche Gamlitz, bevor 1786 die Pfarre gegründet wurde.
Bedingt durch den schlechten Grund eines Rutschhanges entstanden 1746 und 1839 bauliche Schäden, besonders aber 1845 durch den Bahnbau. 1973/1974 wurde der Boden mit Betonpiloten verfestigt. Der im Kern gotische Kirchenbau wurde großteils im 19. Jahrhundert erneuert.

## Architektur
An das Langhaus der Kirche schließt sich ein Chor mit einem Kreissegmentschluss an. Die Westfront hat zwei Strebepfeiler. Der Westturm mit einem spitzbogigen Westportal trägt einen Spitzhelm.
Das Kircheninnere zeigt ein dreijochiges Mittelschiff und ein zweijochiges Nordschiff mit Platzlgewölben. Die Südkapelle hat ein Kreuzrippengewölbe. Die Westempore ist dreiachsig.

## Einrichtung
Auf dem Hochaltar aus dem 19. Jahrhundert steht eine barocke Statue des Erzengels Michael aus der Zeit um 1720/1730. Der Altar im Nordschiff aus dem ersten Drittel des 18. Jahrhunderts wurde 1926 restauriert, er zeigt eine neue Lourdesgrotte. Der Altar in der Südkapelle mit einer Herz-Jesu-Statue entstand um die Mitte des 17. Jahrhunderts. Die barocke Kanzel wird in das dritte Viertel des 18. Jahrhunderts datiert. Zur weiteren Ausstattung der Kirche gehört eine barocke Pietà.

## Grabdenkmäler
Außen sind zwei Mariazeller Eisenguss-Grabmäler erhalten, eines von Antonia Rußky, gestorben 1824, und das andere von Johann Georg Sinnitsch, gestorben 1831.